# 白井郵便局
白井郵便局（しろいゆうびんきょく）は千葉県白井市にある郵便局。民営化前の分類では集配普通郵便局であった。

## 概要
住所：〒270-1499 千葉県白井市堀込1-1-10

## 沿革
- 1872年8月4日（明治5年7月1日） - 白井郵便取扱所として開設[1]。
- 1875年（明治8年）1月1日 - 白井郵便局（五等）となる。
- 1885年（明治18年）10月1日 - 貯金取扱を開始。
- 1965年（昭和40年）2月16日 - 永治郵便局[2]から和文電報配達業務の一部[3]を移管[4]。
- 1967年（昭和42年）8月22日 - 睦郵便局から和文電報配達業務の一部[5]を移管。
- 1971年（昭和46年）3月26日 - 手賀郵便局から和文電報配達業務の一部[6]を移管。
- 1972年（昭和47年）9月20日 - 電話交換業務を鎌ケ谷電報電話局に移管。
- 1981年（昭和56年）7月20日 - 印旛郡白井町復字下長殿から同町復字根木山に移転するとともに、特定郵便局から普通郵便局に局種別改定。
- 1982年（昭和57年）9月1日 - 和文電報配達業務を鎌ケ谷電報電話局に移管。
- 2000年（平成12年）8月14日 - 外国通貨の両替および旅行小切手の売買に関する業務取扱を開始。
- 2007年（平成19年）10月1日 - 民営化に伴い、併設された郵便事業白井支店に一部業務を移管。
- 2012年（平成24年）10月1日 - 日本郵便株式会社の発足に伴い、郵便事業白井支店を白井郵便局に統合。

## 取扱内容
- 郵便、印紙、ゆうパック、内容証明
- 貯金、為替、振替、振込、国際送金、外貨両替・トラベラーズチェック、国債、投資信託
- 生命保険、バイク自賠責保険、自動車保険
- ゆうちょ銀行ATM
- 白井市内全域および柏市の旧沼南町の一部、船橋市小室町内の集配業務。
- ゆうゆう窓口

## 周辺
- 千葉ニュータウン白井エリア
- 白井市役所
- 白井市立図書館
- 日本中央競馬会競馬学校

## アクセス
- 北総鉄道北総線 白井駅から徒歩約2分
- ちばレインボーバス、白井市循環バス「ナッシー号」 白井駅停留所下車
- 国道464号沿い
- 駐車場あり：25台